# Phyllachora tonkinensis
Phyllachora tonkinensis är en svampart som beskrevs av Sacc. 1899. Phyllachora tonkinensis ingår i släktet Phyllachora och familjen Phyllachoraceae.   Inga underarter finns listade i Catalogue of Life.